# Casalzuigno
Casalzuigno (Casàl Sciuìgn in dialetto varesotto) è un comune italiano di 1 383 abitanti della provincia di Varese in Lombardia. Il comune è situato lungo la Valcuvia ed è attraversato dalla strada statale che collega Cittiglio con Luino.
Nel territorio si trova Villa Della Porta Bozzolo, dimora gentilizia di campagna del XVI secolo, appartenente al Fondo per l'Ambiente Italiano.
Casalzuigno è parte della Comunità Montana Valli del Verbano e dell'Unione dei comuni del Medio Verbano.
A seguito del R.D. 16 settembre 1927, n. 2438, Casalzuigno ha incorporato Arcumeggia in un unico ente comunale.

## Storia
Casalzuigno si trova in Valcuvia, regione abitata fino dalle epoche preistoriche da popolazioni di ceppo ligure, provenienti probabilmente dagli insediamenti palafitticoli del lago di Varese. L'insediamento dei Liguri in Valcuvia ha dato origine alla cosiddetta cività dell'Uomo della Valcuvia testimoniata dal ritrovamento di un'ascia preistorica proprio nella frazione di Arcumeggia, parte dell'attuale comune di Casalzuigno.
Nella valle si insediarono, poi, gli Insubri, tribù celtica di cui non si hanno, però tracce specifiche a Casalzuigno.
Il nucleo più antico del comune, Zuigno, ha origini romane. A seguito della conquista da parte dei Romani delle zone abitate dagli Insubri, i territori della Valcuvia vennero affidati a coloni (in molti casi veterani militari) che spesso diedero loro il nome. È il caso di Zuigno che viene citato nel Codex Diplomaticus Longobardie come Sovinium, nome derivato dal patronimico romano Sovinnus. L'origine romana del comune è testimoniata anche da una lapide rinvenuta, sempre nei pressi di Zuigno, nel 1903, durante la costruzione della strada provinciale Cittiglio-Luino. La lapide, in caratteri del basso impero, riportava l'iscrizione: "Pico Filio Ciamicio Atepo Patri" (Al figlio Pico e al padre Ciampicio Atepo). Durante la costruzione della stessa strada vennero rinvenute nel comune anche 12 tombe, sempre di origine romana, contenenti diversi reperti tra cui una moneta dell'epoca dell'imperatore Tito e alcuni bronzi dell'imperatore Claudio (41-45 d.C.), di Massimiliano Erculeo (285-305 d.C.) e di Costantino Magno (306-337). La frazione di Arcumeggia, in epoca romana, ospitò anche presidi militari che avevano sede in piccole strutture fortificate.
Nel Medioevo Zuigno continuò a esistere come comune durante la dominazione dei Longobardi. In particolare, un documento dell'852, riportato nel Codex Diplomaticus Longobardie, attesta che una donna longobarda di nome Adelburga, aveva affidato le proprie terre possedute a Zuigno (Sovino) all'amministrazione di un prete di nome Lupone.
Durante la dominazione dei Franchi, che succedette a quella dei Longobardi, Zuigno diviene parte di uno dei contadi rurali istituiti da Carlo Magno: il Contado di Seprio. All'inizio del 1100 Zuigno è anche parte della Pieve di Val Cuvia, sempre nell'area del Contado del Seprio, e con la pace del 1196, a seguito della disfatta di Federico Barbarossa nella battaglia di Legnano il comune, come tutta la Valcuvia, passa in mano ai milanesi e diviene parte della Provincia del Ducato di Milano, soggetta al Vescovo di Como per quanto riguardava l'amministrazione spirituale.
Di Zuigno si hanno di nuovo informazioni nel 1200 grazie a Jacobus de Civigno, originario del comune e poi canonico e prevosto della Chiesa Plebana di San Lorenzo in Cuvio. Tra il 1200 e il 1300 si hanno notizie di altre frazioni del comune oltre a Zuigno e Arcumeggia: nel 1200 di Casale e della frazione di Aga (attraverso un documento in cui Marcadus figlio di un Ugo de Aga de Casale viene indicato come testimone in una permuta in plebe de Cuvio); nel 1300 della frazione di Sanda, in cui si stabilisce una famiglia nobile proveniente dalla Valtravaglia, i Sessa de Tissinallo, a nome dei quali si ritrovano diversi atti rogati.
Durante l'epoca delle Signorie la Valcuvia entra a far parte dei feudi dei Visconti, signori di Milano, e poi di quelli degli Sforza. In questo ultimo periodo (nel 1450) si ha notizia di un preciso feudatario della valle: Pietro Cotta. La famiglia Cotta ha un ruolo dominante nella storia della valle fino al 1728 quando vende i suoi domini e privilegi al conte Giulio Visconti Borromeo Arese.

Il comune di Casalzuigno, dal 1500, è però caratterizzato dalla presenza di un'altra famiglia, i Della Porta (notai provenienti da Porto Valtravaglia) che si stabilisce nel comune dove acquisisce diversi terreni e, verso la fine dello stesso secolo, vi fa costruire la propria dimora principale. 

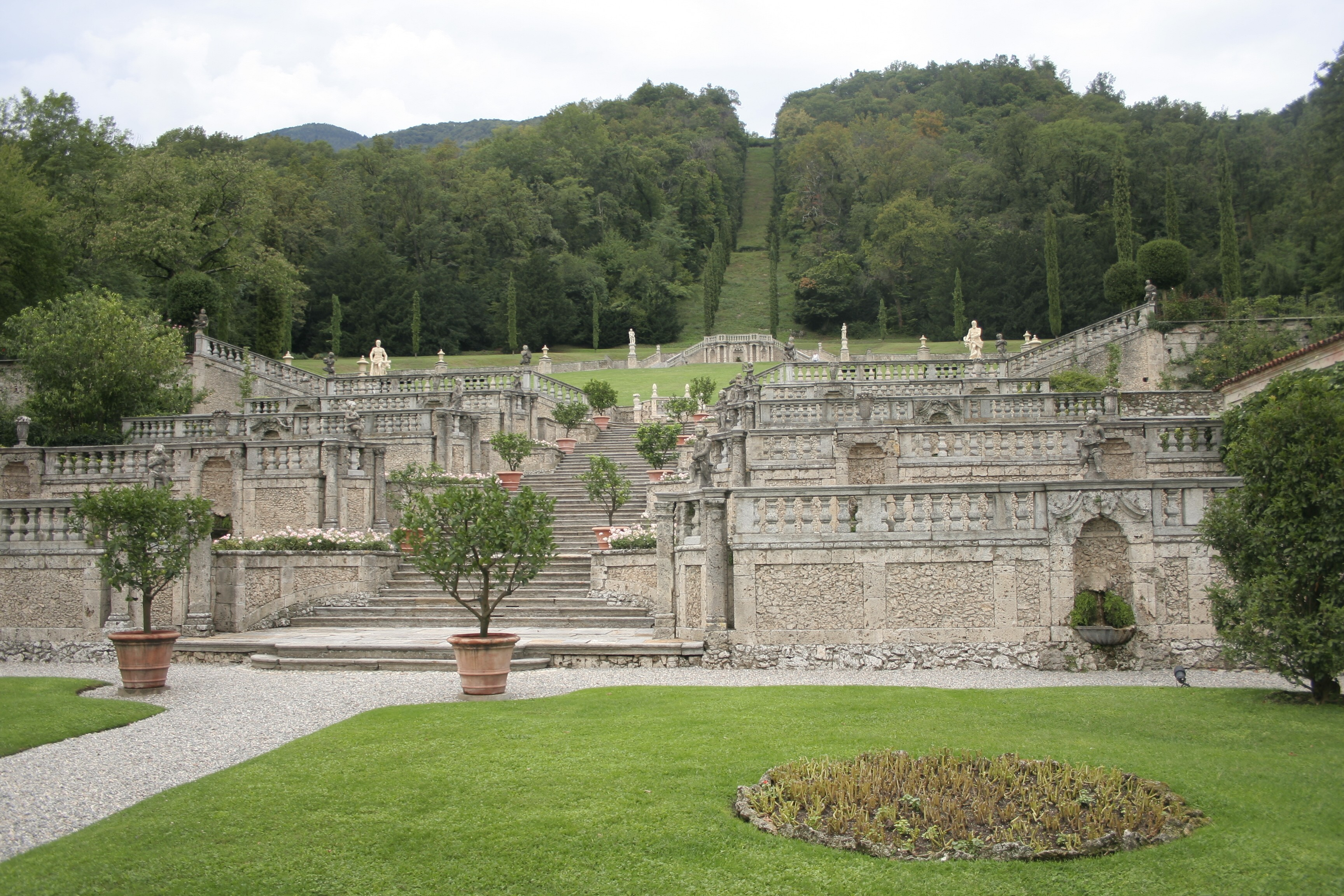
Giardino della Villa Della Porta Bozzolo

 La Villa Porta viene costruita, infatti, nel 1560 a Zuigno, per opera di Giroldino Porta, che acquisisce un vecchio monastero presente nel comune e lo trasforma in residenza con l'annesso parco. La dimora viene, poi, ingrandita e corredata di giardini all'inizio del 1700 da Giovanni Angelo III in occasione delle sue nozze con Isabella Giulini. Alla decorazione della villa partecipano anche noti artisti del luogo come il pittore Giovanni Battista Ronchelli di Cabiaglio che dipinge i medaglioni di Apollo e Muse nel tempietto del giardino. L'architetto che progetta e dirige i lavori di ampliamento è Antonio Maria Porrani detto "del frate" nonno materno di Giovanni Battista Ronchelli, e autore di alcuni affreschi di Villa Porta e della Chiesa di Zuigno, da lui progettata.
La famiglia Porta di Casalzuigno, all'inizio del 1700, risulta essere uno dei grandi proprietari terrieri della zona, infatti viene citata nei Processi per le tavole, interrogatori preliminari all'attuazione del catasto generale del 1722.
Nel 1755 Casalzuigno è colpita da un'alluvione che, tra i vari danni arrecati, comporta la perdita irrimediabile di alcune delle statue della scalinata dei giardini di Villa Della Porta.
La famiglia Della Porta risiede a Casalzuigno fino alla sua estinzione, nel 1814, quando la villa viene acquisita dalla famiglia Bozzolo acquisendo l'attuale nome di Villa Della Porta Bozzolo.
Dopo la Rivoluzione Francese, dal 1796, Casalzuigno fa parte del Dipartimento del Verbano della Repubblica Cisalpina e il marchese Pompeo Litta Visconti Arese (allora feudatario della valle) viene privato del potere nobiliare e destituito dal potere feudale. A seguito di questi eventi, nel 1798, a Casalzuigno avviene una manifestazione popolare contro i Porta in quanto proprietari terrieri latifondisti.
Nel 1799 i feudi vengono ripristinati dagli Austriaci anche in Valcuvia e la famiglia Litta Arese (nella persona di Antonio) torna a essere signore della valle, ma solo fino al ritorno di Napoleone nel 1800 quando Casalzuigno diviene parte del Dipartimento del Lario con capoluogo Como.
Nel 1802 Casalzuigno viene riunito in un unico comune con Brenta e Cittiglio a seguito di un decreto dell'amministrazione francese che prevede l'aggregazione dei comuni fino a raggiungere una popolazione il più vicina possibile ai 3 000 abitanti.
L'inizio del 1800 è caratterizzato dal diffondersi, anche a Casalzuigno, di diverse epidemie tra cui l'afta epizootica. A seguito di queste epidemie viene emanata una serie di discipline sanitarie per regolamentare l'uso delle stalle come ricovero per i contadini durante l'inverno e un documento che riporta tali norme è conservato proprio nell'archivio del comune di Casalzuigno.
Dopo il 1814 Casalzuigno diventa parte del Regno Lombardo-Veneto nel distretto di Cuvio.
Nel 1831 viene risanata la palude del Carreggio, un lago paludoso che copriva il fondovalle da Cuvio a Casalzuigno e che si estendeva per due chilometri di lunghezza e uno di larghezza. Il consorzio che provvede alla bonifica viene istituito nel 1808, anno in cui viene anche commissionato il progetto al geometra De Vecchi di Gavirate a cui viene poi affiancato l'ingegner Speroni di Varese. Promotore dell'iniziativa è anche il parroco don Bernardino Mascioni. Questa bonifica consente di recuperare un'ampia porzione di terreno coltivabile che contribuisce a migliorare l'economia del comune. Il territorio bonificato, infatti, viene destinato al pascolo e all'agricoltura, in particolare, alla coltivazione di viti, patate, castagne e segale.
Dopo i moti del 1848 il distretto di Cuvio viene soppresso e Casalzuigno diviene parte del distretto di Gavirate.
Nel 1859 dopo essere stato uno dei primi comuni della Valcuvia a esporre la bandiera tricolore, e dopo l'annessione della Lombardia al Regno di Sardegna, con il decreto Rattazzi, Casalzuigno diviene parte della Provincia di Como e, in particolare, del Mandamento di Cuvio. In questo periodo il comune di Casalzuigno risulta composto dalle frazioni di Casale, Zuigno, Aga e Ronco.
Nel corso dell'Ottocento Zuigno, denominata Suigno, viene indicata come località turistica nei diari di viaggio che descrivono i petit tour in Italia. In particolare, nel 1818, Johan Gottfried Hebel nel suo Manuel du voyageur en Suisse, consiglia di recarsi a Suigno per ammirare le bellezze di quello che definisce Palais della Porta.
All'inizio del 1900 Casalzuigno è sede di una delle tre scuole superiori (private) della Valcuvia, l'unica diurna, che comprende una scuola elementare di grado superiore, ginnasiale e commerciale, secondo la denominazione dell'epoca.
Nella villa Della Porta Bozzolo muore, nel 1920, Camillo Bozzolo medico patologo, docente universitario e senatore del regno d'Italia.

### Simboli
Lo stemma comunale e il gonfalone sono stati concessi con decreto del presidente della Repubblica del 2 marzo 1984.
La cotta di maglia è un'arma parlante ripresa dal blasone della famiglia Cotta; la porta di città, sormontata dall'aquila imperiale, è simbolo dei Della Porta; le due pannocchie incrociate rappresentano il carattere agricolo del territorio.
Il gonfalone è un drappo troncato di rosso e d'azzurro.

## Monumenti e luoghi d'interesse

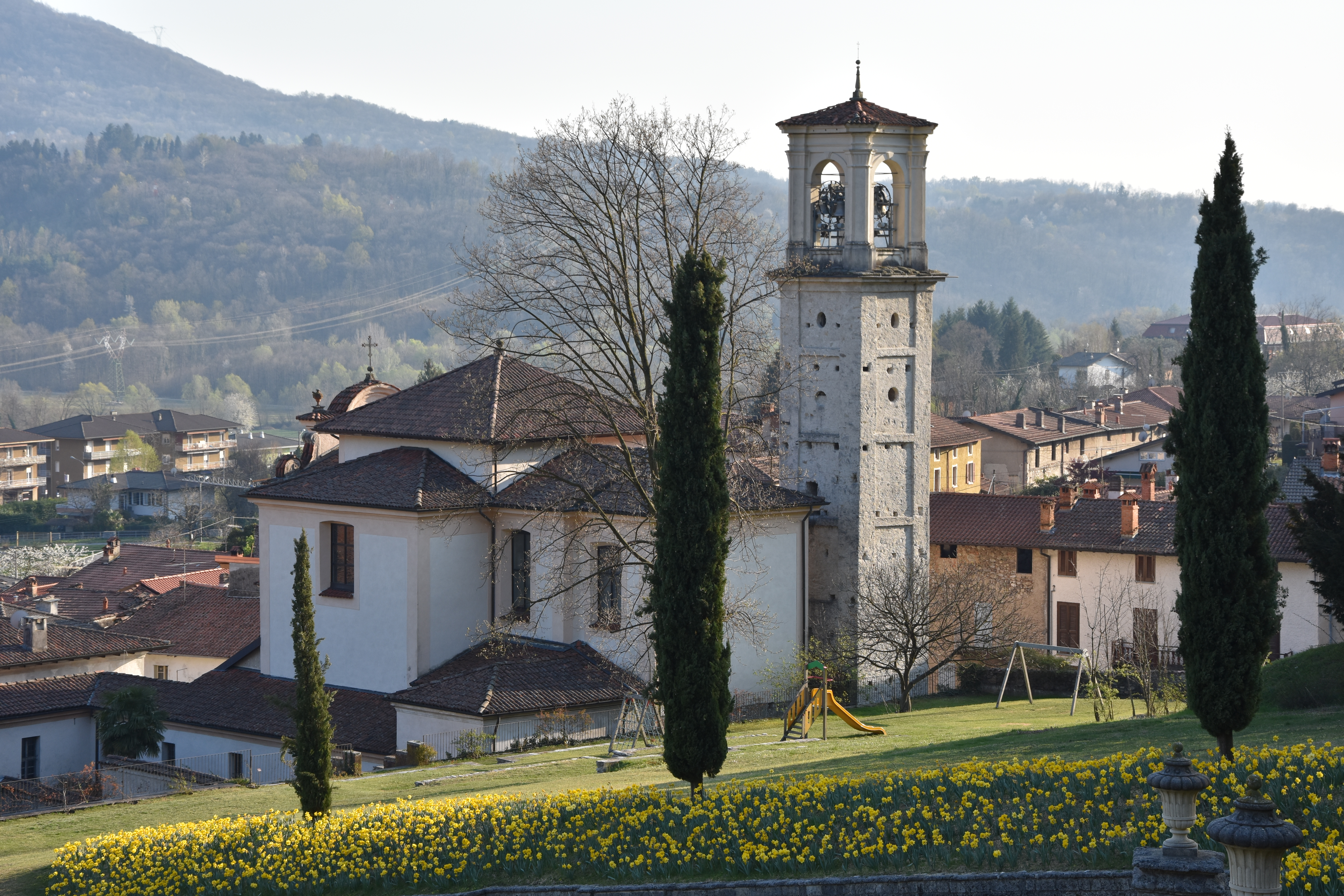
La chiesa di Zuigno dedicata a S. Maria

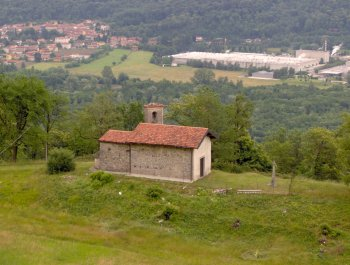
Chiesa di San Bernardino

### Architetture religiose
- La Chiesa San Vittore Vecchio a Casale
- La chiesa di Zuigno dedicata a S. Maria fu edificata alla metà del Settecento in posizione panoramica sull'area più antica del paese,[20] per volere di Gian Angelo III° Porta, proprietario dell’attigua Villa. Progettata dall’arch. Antonio Maria Porani come una struttura con pianta a croce greca e cupola centrale, la chiesa è collegata alla parte più antica dell’adiacente Villa tramite un corridoio[21] e fu completata dai figli del già citato Gian Angelo[12]. Edificata come oratorio della stessa villa, nel corso dei secoli divenne la chiesa acquisì il rango di parrocchiale del paese.[20]  Il campanile venne costruito dalla Comunità Parrocchiale dopo il 1797[22].
- Nella frazione di Aga si trova la Chiesa di San Bernardino risalente al XII secolo. L'edificio fu costruito in stile romanico e presenta un campanile a pianta triangolare. Al suo interno è presente un ciclo di affreschi dedicati a San Bernardino datati al XV secolo. Tra i primi edifici religiosi sorti in Valcuvia, fu edificata in sostituzione di una precedente chiesa di età carolingia i cui resti sono affiorati durante scavi archeologici effettuati alla fine del secolo scorso. La costruzione ha un aspetto settecentesco, frutto della profonda ristrutturazione del precedente edificio romanico, di cui si conserva l'abside semicircolare[23].

### Architetture civili
Una frazione che merita una menzione particolare è quella di Arcumeggia, annessa nel 1927, perché dal 1956 l'Ente Provinciale per il Turismo l'ha trasformata in un borgo dipinto da noti artisti dell'epoca.
A Casalzuigno si trova Villa Della Porta Bozzolo, una villa di campagna del XVI secolo appartenente al Fondo per l'Ambiente Italiano, a cui è stata donata dagli eredi del senatore e patologo italiano Camillo Bozzolo.

### Aree naturali
Nei boschi compresi nel comune sono presenti alcuni massi erratici, detti anche massi delle streghe, blocchi di roccia trasportati da altre località alpine durante le glaciazioni. In particolare il Sass dul Rii, tra Zuigno e Aga, e i Sass de Borghé lungo il torrente Marianne, tra Aga e Arcumeggia.

## Società

### Evoluzione demografica
- 450 nel 1751
- 728 nel 1805
- annessione a Brenta nel 1809
- 866 nel 1853
- 965 nel 1901

Abitanti censiti

## Infrastrutture e trasporti

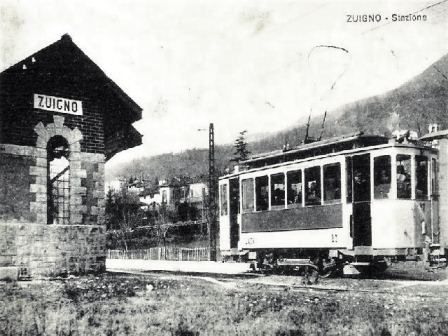
Fermata tranviaria

Posta lungo la strada statale 394 del Verbano Orientale, fra il 1914 e il 1949 la frazione Zuigno era servita da una fermata della tranvia della Valcuvia, che transitava lungo tale arteria stradale.